# 1998 WW31
1998 WW31 és la designació provisional d'un objecte del sistema solar ubicat més enllà de l'òrbita de Neptú. Va ser descobert el 1998 pel grup de l'Observatori Astronòmic Nacional d'Arizona, Estats Units. 1998 WW31 és un objecte clàssic del cinturó de Kuiper o Cubewano.

Imatge artística del cinturó de Kuiper i del núvol d'Oort, on apareix l'òrbita de 1998 WW_{31}.

L'any 2000 es descobrí que 1998 WW31 forma un sistema binari amb un altre objecte de pràcticament la mateixa mida segons la designació provisional de la Unió Astronòmica Internacional, S/2000 (1998 WW31) 1; a més és el primer objecte transneptunià binari a ser descobert d'ençà que Plutó va ser descobert el 1930.